# Museum des Teschener Schlesien

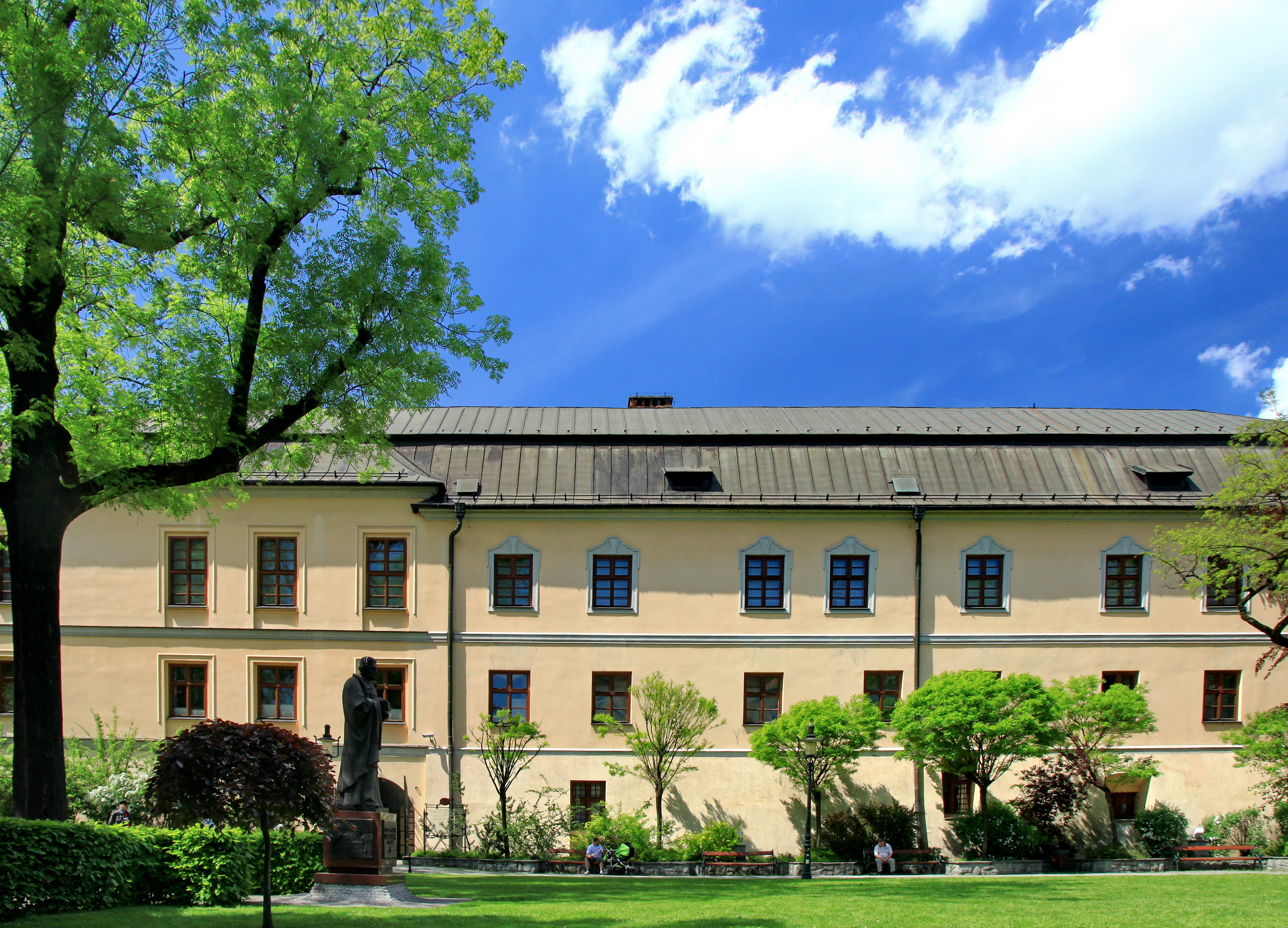
Der Larisch-Palast, Sitz des Museums

Das Museum des Teschener Schlesien (polnisch Muzeum Śląska Cieszyńskiego) ist das städtische Museum von Cieszyn (deutsch Teschen) der historischen Landschaft Teschener Schlesien, Woiwodschaft Schlesien, in Polen.

## Geschichte
Der Larysch-Palast wurde nach dem großen Brand von Teschen im Jahr 1789 von der Familie Larisch in den Jahren 1790 bis 1796 erbaut. 1918 wurde der Palast von der Stadt erworben, 1931 wurde es Sitz des städtischen Museums. Dieses geht zurück auf das Museums des Pfarrers Leopold Jan Szersznik (gegründet 1802, später auf Deutsch Scherschnik-Museum in Teschen benannt), das Volkskundliche Museum von Schlesien (gegründet 1903) und auf die bereits bestehende städtische Sammlung.
Am gegenüberliegenden Ufer des Grenzflusses Olsa, im tschechischen Český Těšín, wurde 1948 ein ähnlich benanntes Muzeum Těšínska (Těšínsko = Teschener Schlesien im Tschechischen) eröffnet, das eng mit dem polnischen Museum zusammenarbeitet.

## Ausstellungen
Im Museum befinden sich acht ständige Galerien. Das bekannteste Ausstellungsstück ist die gotische Skulptur der „Teschener Madonna“ (etwa 1375/80) aus der Werkstatt von Peter Parler.

## Objekte des Museums

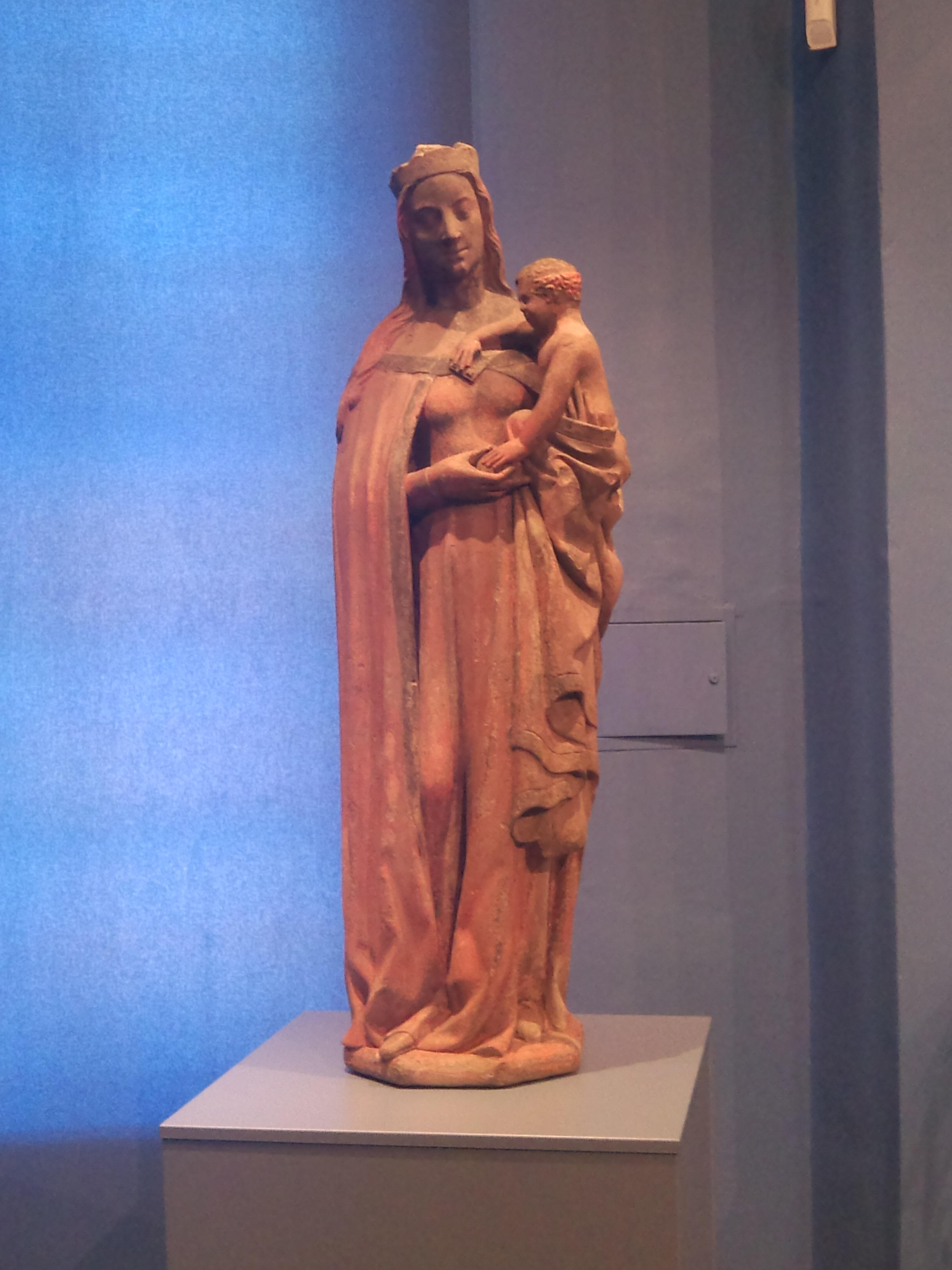
sog. Teschener Madonna
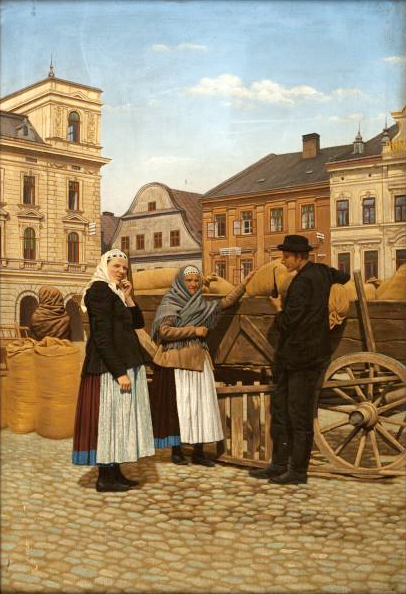
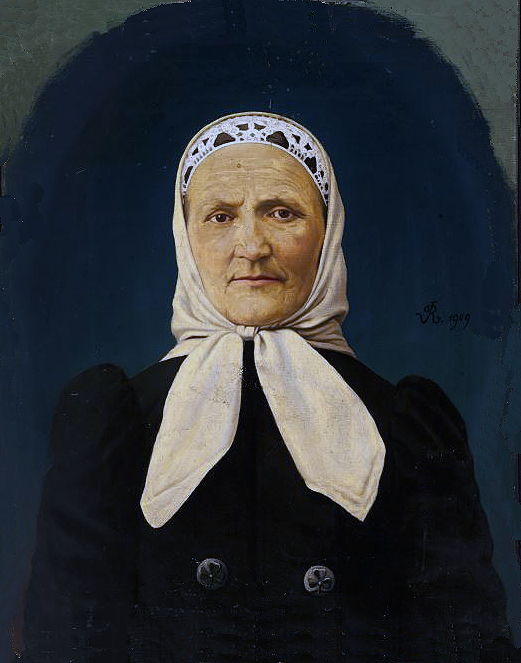
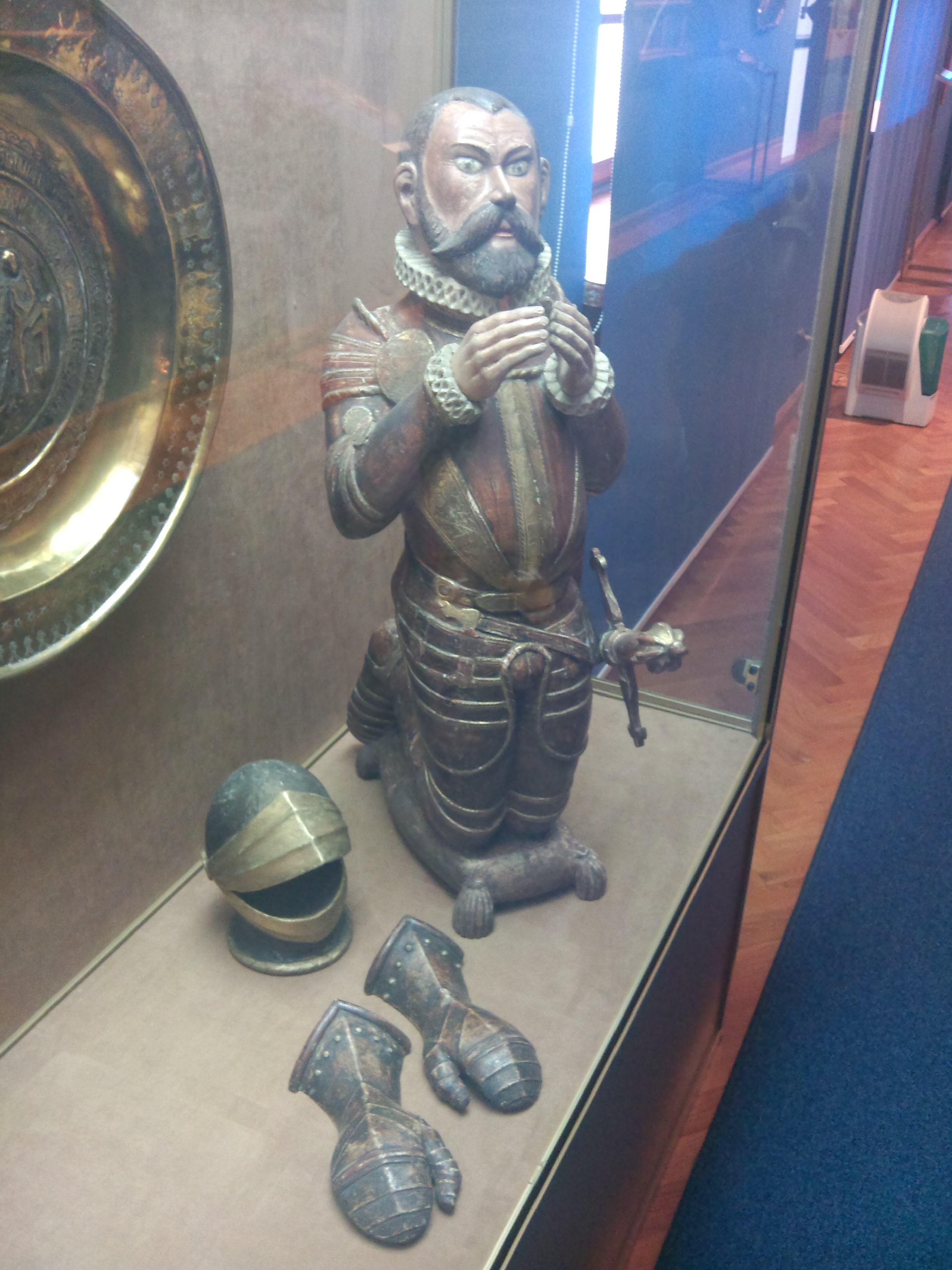
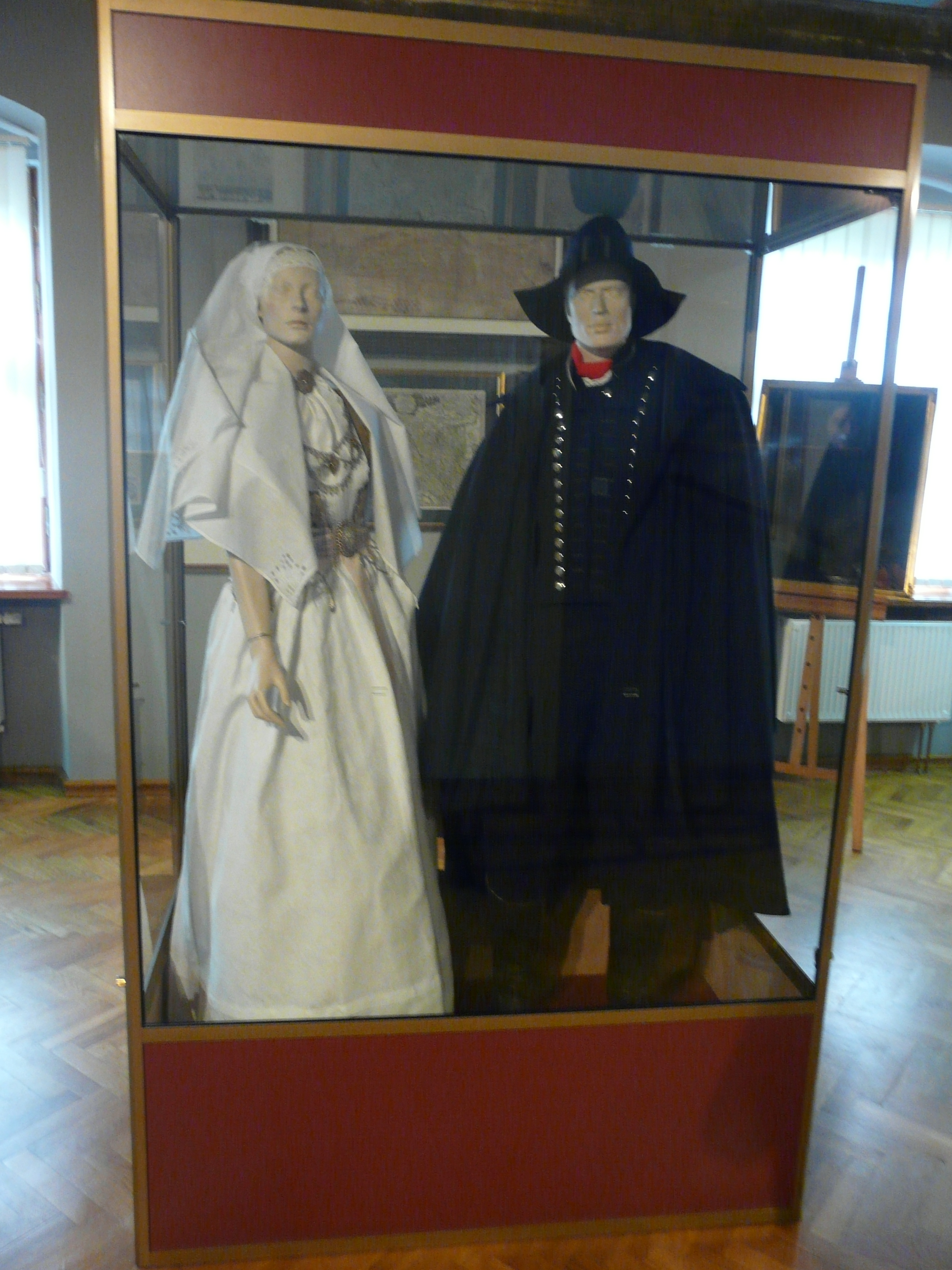
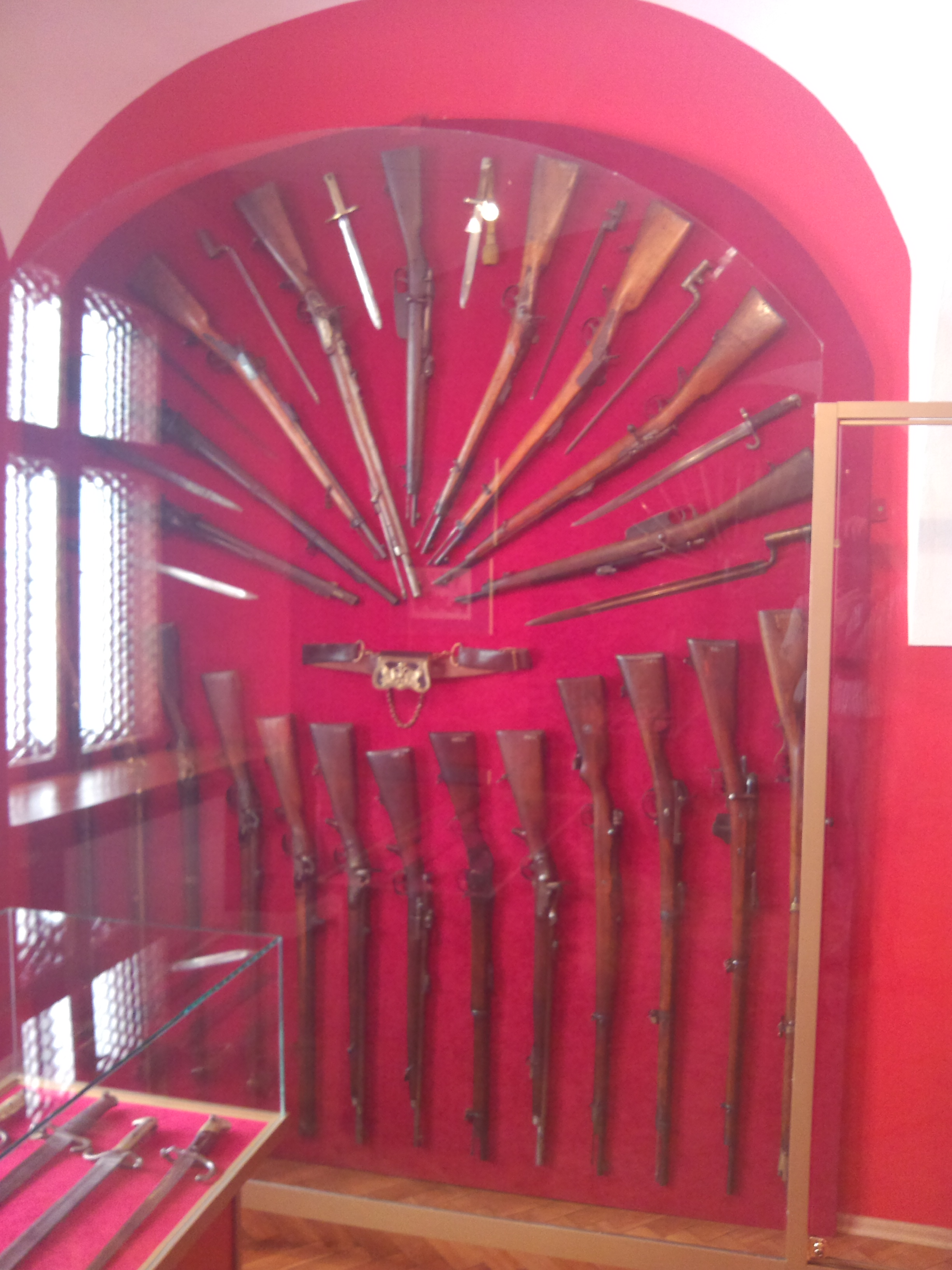
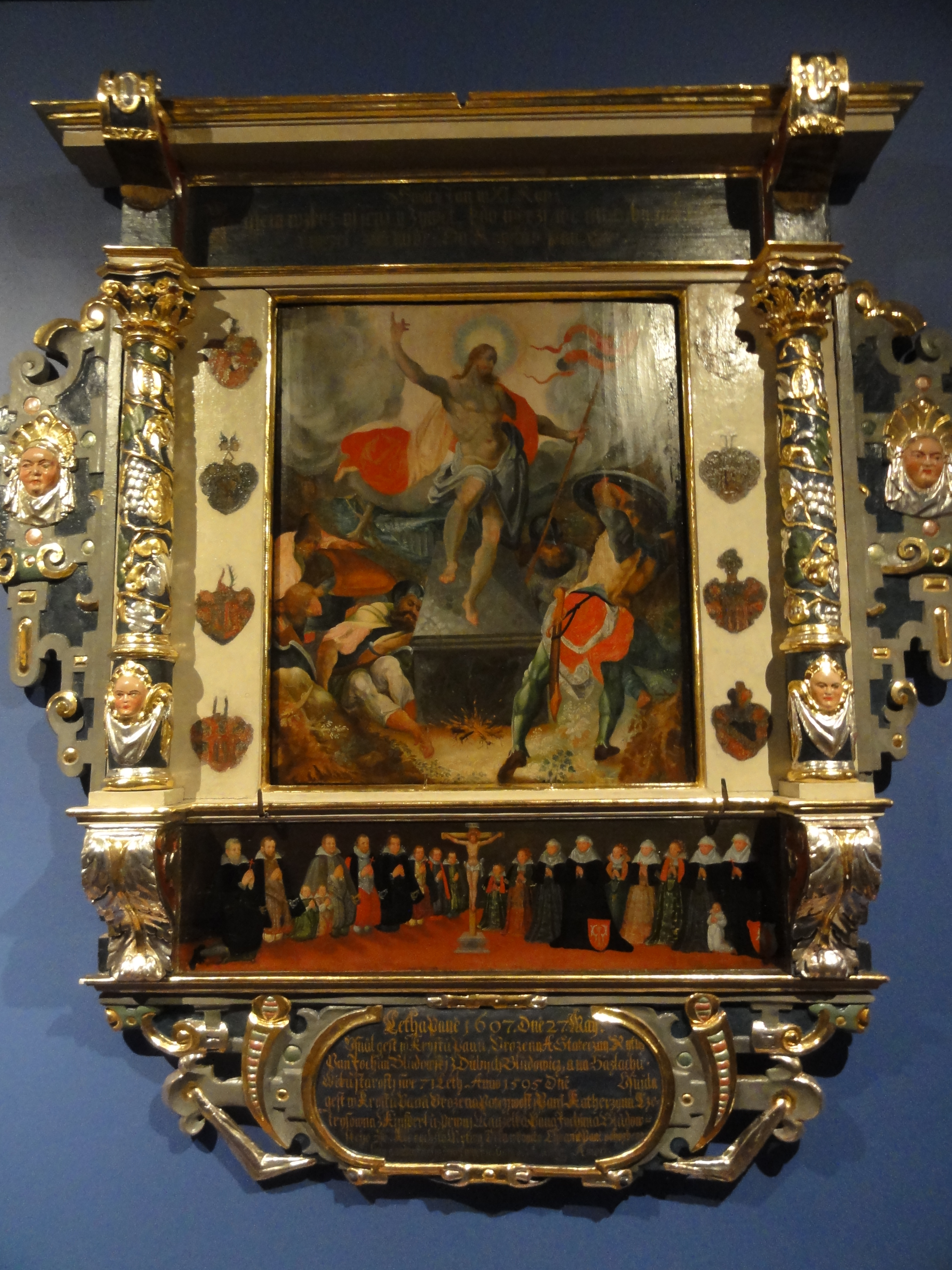
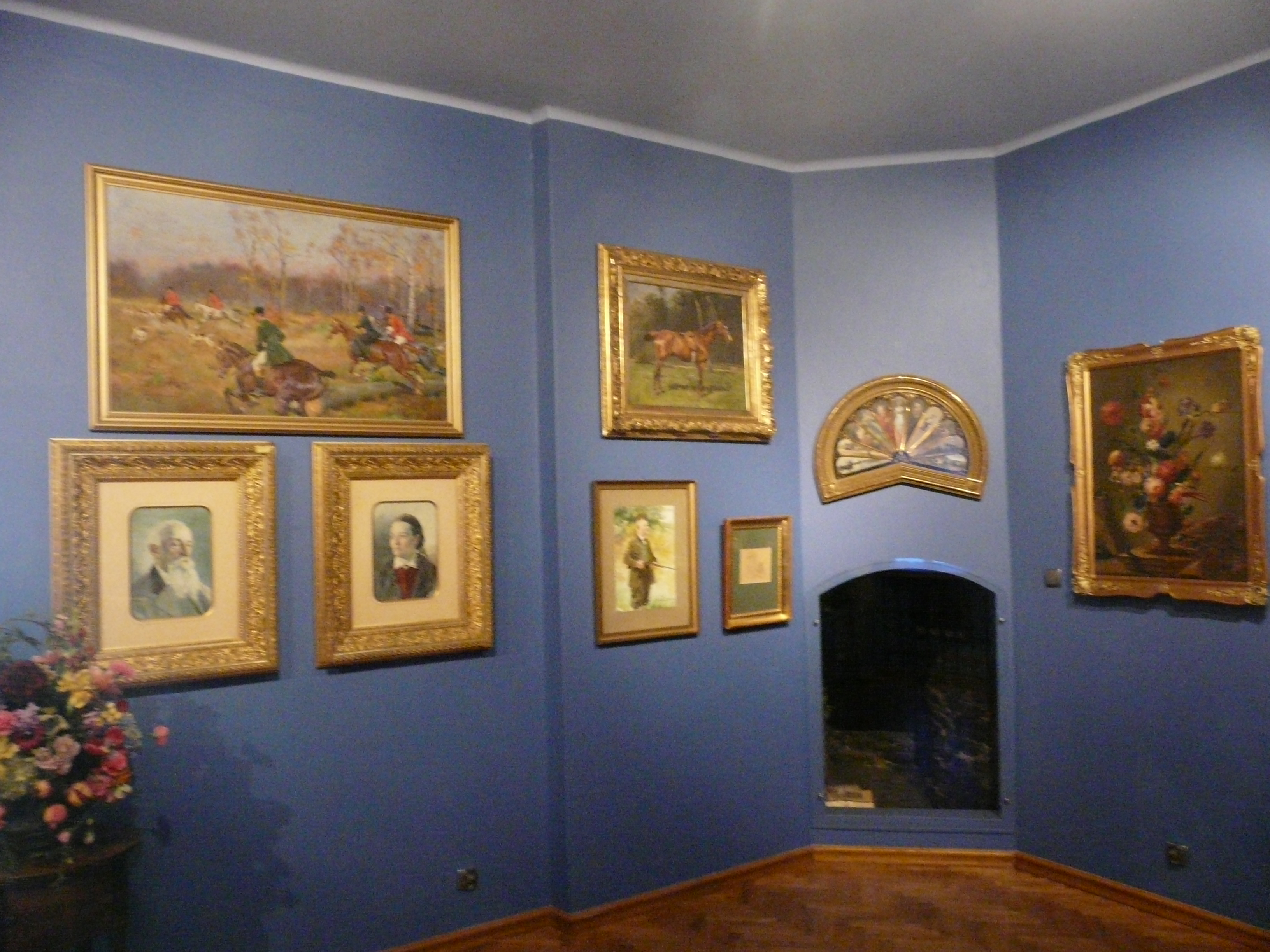
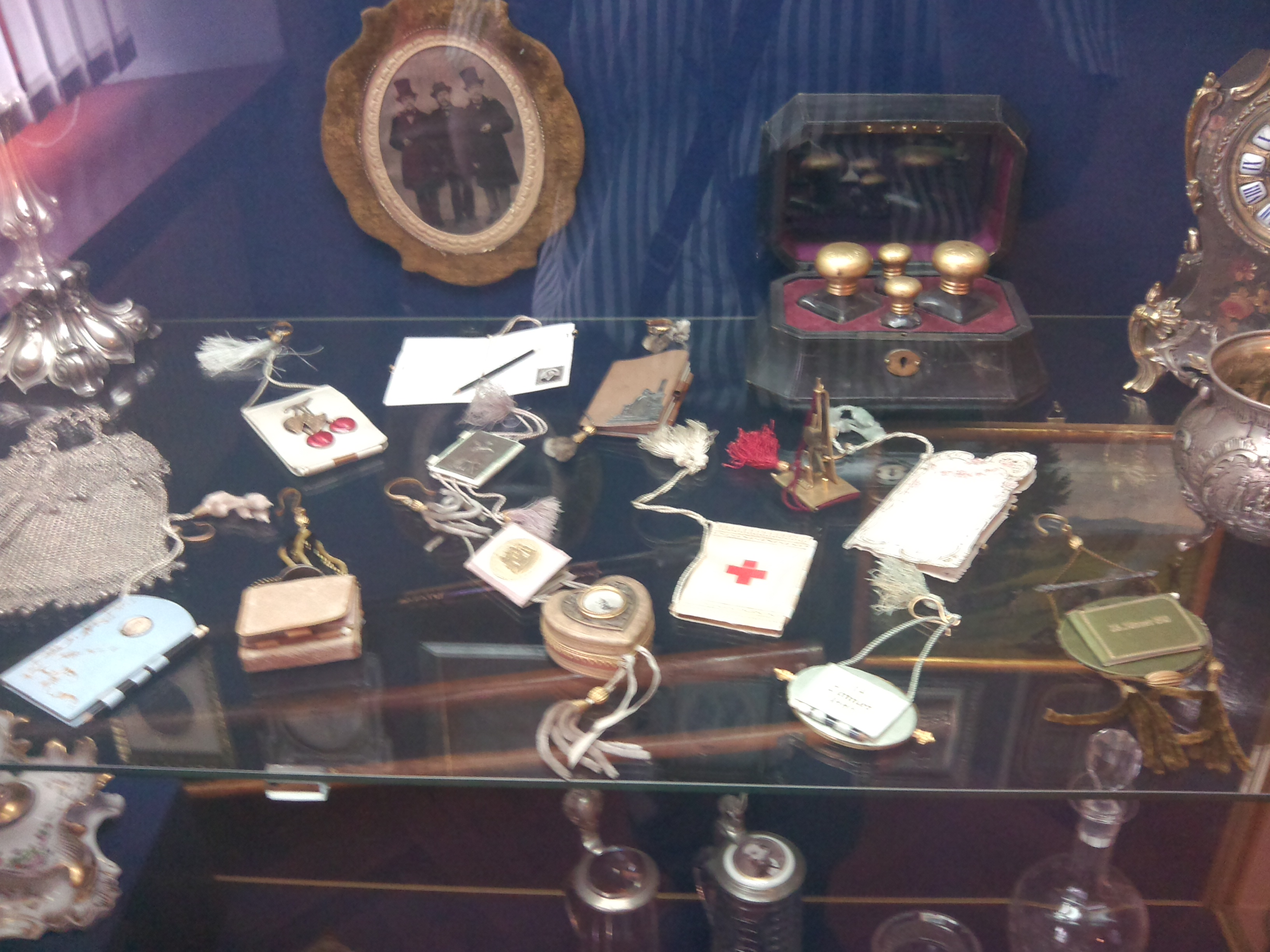
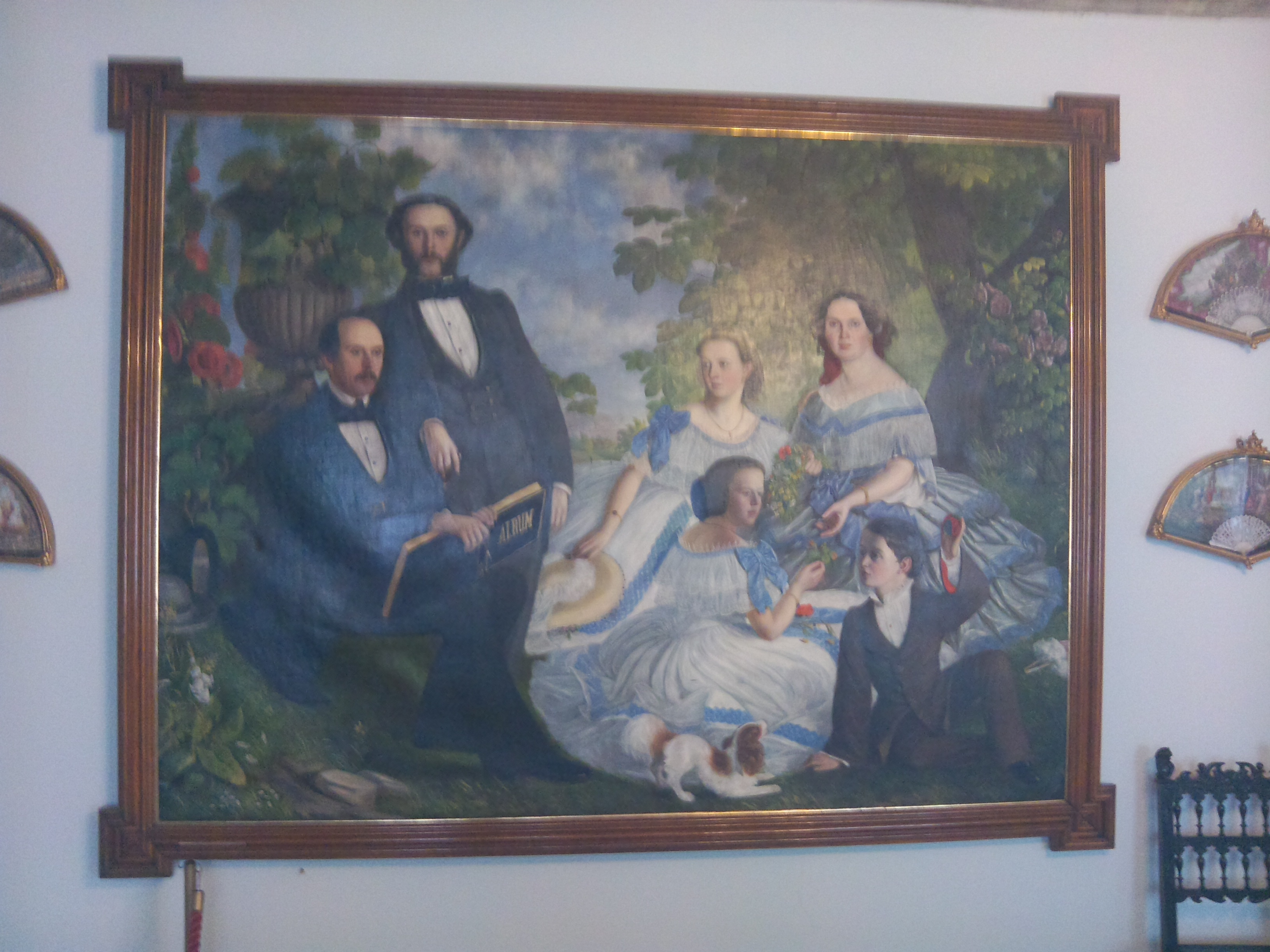